# Податок з реклами
Податок з реклами в Україні є місцевим податком, який встановлюється та справляється органами місцевого самоврядування. Він регулюється Декретом Кабінету Міністрів України від 21 січня 1993 року № 56-93 "Про податок з реклами". 
Об'єктом оподаткування є вартість послуг за встановлення та розміщення реклами.
Платниками податку є юридичні особи та громадяни, які надають послуги з розміщення реклами.
Ставка податку становить:
- 0,1% від вартості послуг з розміщення одноразової реклами;
- 0,5% від вартості послуг з розміщення реклами на тривалий час.

Суб'єкти оподаткування зобов'язані самостійно нараховувати та сплачувати податок до бюджету за місцем розташування об'єкта оподаткування у строки, встановлені рішенням органу місцевого самоврядування.
Платники податку зобов'язані подавати до органу державної податкової служби за місцем реєстрації податковий розрахунок податку з реклами за формою, встановленою наказом Міністерства фінансів України від 24 грудня 2003 року № 624.
Підставою для нарахування податку є договір про надання послуг з розміщення реклами.
Підставою для сплати податку є податкова декларація, яка подається платником податку до органу державної податкової служби за місцем реєстрації.
Податок з реклами в Україні є одним із джерел доходів місцевих бюджетів. Він спрямовується на фінансування видатків місцевого самоврядування, зокрема на розвиток інфраструктури, соціальних та культурних закладів тощо.

## Особливості оподаткування реклами в Інтернеті
З 1 січня 2022 року в Україні діє 20-відсотковий податок на рекламу в Інтернеті, яка розміщується на платформах Google, Facebook, Instagram, TikTok тощо. Цей податок сплачують рекламодавці, які замовляють рекламу на цих платформах.
Платники податку повинні самостійно нараховувати та сплачувати його до бюджету за місцем реєстрації платника податку.
Підставою для нарахування податку є договір про надання послуг з розміщення реклами.
Підставою для сплати податку є податкова декларація, яка подається платником податку до органу державної податкової служби за місцем реєстрації.
Від сплати податку звільняються:
- копірайтери та дизайнери, які виготовляють рекламу;
- їх клієнти.

Також від сплати податку звільняються рекламні повідомлення, які розміщуються:
- державними органами та органами місцевого самоврядування;
- політичними партіями та громадськими організаціями в рамках виборчої кампанії;
- благодійними організаціями;
- релігійними організаціями;
- освітніми та науковими установами.